# Villa Ingenio
Villa Ingenio es un barrio situado al norte de la ciudad de El Alto, en el Departamento de La Paz. Fue fundado en 1978 y dividido en 4 secciones en 1992.
Entre los principales espaioc urbanos de la zona se hallan el Estadio Municipal de El Alto con capacidad para 25000 espectadores, el Relleno Sanitario de Villa Ingenio, la Unidad Educativa Antonio Paredes Candia y el cementerio zonal.

## Toponimia
El nombre se debe a la existencia de un antiguo ingenio minero que trabajaba con oro y estaño durante la presidencia de Mariano Melgarejo.
Con el tiempo el terreno pasó a propiedad de Adrián Castillo Nava, quien tuvo que entregarlo a los campesinos que trabajaban a su servicio tras la revolución de 1952 que impuso la reforma agraria que establecía la propiedad de las haciendas de los terratenientes como un derecho de quienes la trabajaran, de manera que las haciendas pasaron apropiedad de los trabajadores.
Posteriormente los pobladores decidieron urbanizar el sector realizando el trámite formal en 1978. 
El barrio se caracteriza por haber recibido a población proveniente de la provincia Omasuyos del Departamento de La Paz, población cuya ocupación era mayoritariamente la agricultura.

## Historia
Comunidad El Ingenio
La comunidad El ingenio nace después de la época patronal del señor Adrián Castillo Nava, fundado el 29 de julio de 1953 a la cabeza de 88 colonos este hecho que dio origen a la creación de primera escuela con el nombre “Bartolina Sisa” establecida en la ex hacienda patronal, en la actualidad sigue acogiendo como aula a las niñas y niños.
La población culturalmente está constituida por familiares de origen aymara, quienes mantienen sus manifestaciones culturales con las costumbres, tradiciones, y fiestas deportivas.
Su Organización matriz es el Sindicato Agrario Campesino El Ingenio tiene como ente matriz Federación Sindical Única de Comunidades Agrarias de Radio Urbano y Sub Urbano (FESUCARUSU) de la ciudad de El Alto.

### Guerra del gas
Durante las movilizaciones que desencadenaron en la denominada masacre de octubre de 2003 en el contexto de la Guerra del gas, murieron 15 vecinos de Villa Ingenio, al ser esta zona una de las más fuertes en cuanto a autoorganización y compromiso social.
Los vecinos fueron atacados en las cercanías del Puente de Río Seco mientras realizaban un bloqueo.